# Arno Scholz
Arno Helmut Erwin Scholz (* 22. Februar 1904 in Rixdorf bei Berlin; † 30. Juli 1971 in Berlin) war ein deutscher Journalist, Publizist und Verleger. Die von ihm herausgegebene Tageszeitung Telegraf zählte zu den einflussreichsten Zeitungen der Berliner Nachkriegsjahre.

## Leben
Arno Scholz’ Eltern waren der spätere Bezirksbürgermeister von Berlin-Neukölln Alfred Scholz (1876–1944) und die Stadtverordnete von Berlin Gertrud Scholz (1881–1950). Seine ältere Schwester war Hertha Beese (1902–1987), die 1972 zur Stadtältesten von Berlin ernannt wurde.
Schon während seiner Ausbildung zum Verlagskaufmann trat er 1922 in die SPD ein. Er volontierte zwei Jahre später beim Vorwärts und arbeitete dann dort festangestellt als Redakteur, bis er 1930 eine Stellung als Redakteur der Zeitung Volkswille in Hannover annahm. Nach der „Machtergreifung“ durch die Nazis 1933 wurde er politisch verfolgt und mit einem Berufsverbot belegt.
Die britische Militärzeitung Der Berliner setzte Scholz 1945 als Geschäftsführer ein. Im Jahr darauf konnte er sowohl den ehemaligen Reichstagspräsidenten Paul Löbe als auch Annedore Leber, die Witwe des von den Nationalsozialisten ermordeten sozialdemokratischen Widerstandskämpfers Julius Leber als Mitlizenzträger für den Telegraf gewinnen, und setzte damit auch den Grundstein für die sich rasch entwickelnde Verlagsgesellschaft Arani-Verlag. Seinen unbeirrten Kampf für eine unabhängige SPD in der Sowjetzone nahmen ihm die dortigen Machthaber übel – der Vertrieb des Telegrafs wurde dort mit dem Bau der Mauer 1961 vollständig unmöglich, nachdem er bereits in den 1950er Jahren in die Illegalität gedrängt worden war.
Im Dezember 1948 wurde Scholz in die Stadtverordnetenversammlung gewählt, der er bis 1950 angehörte.
Scholz, der sich während der ganzen Jahre auch immer parteipolitisch für die SPD engagiert hatte (er gehörte unter anderem zu den Gründungsmitgliedern des Kuratoriums Unteilbares Deutschland), wurde 1970 zum stellvertretenden Vorsitzenden des Bundesverbandes Deutscher Zeitungsverleger gewählt. Aufgrund seiner Verdienste für die Stadt Berlin erhielt er 1964 vom damaligen Regierenden Bürgermeister Willy Brandt das Große Bundesverdienstkreuz.
Der Telegraf gehörte in den fünfziger und sechziger Jahren zu den wichtigsten Zeitungen in West-Berlin. Als Morgenblatt etablierte Scholz zusätzlich die nacht-depesche, bei der er Werner Nieke als Chefredakteur einsetzte. In den Blütejahren von Telegraf und nacht-depesche arbeiteten herausragende Journalisten der Nachkriegszeit in Scholz’ Verlagshaus am Bismarckplatz in Berlin-Grunewald – darunter der Redakteur und spätere Chefredakteur Eberhard Grashoff, Rudolf Brendemühl und Hans Hermann Theobald, die gemeinsam die Lokalredaktion leiteten, die Korrespondentin beim Wirtschaftsrat der Bizone Hilde Purwin, der Leiter des Ressort Kulturpolitik Georg Zivier, die Leiterin der wöchentlichen Beilage Frauen-Telegraf Susanne Suhr, die Leiterin des Feuilletons Dora Fehling sowie der Reporter Alexander Kulpok.
Nach Scholz’ Tod 1971 konnte auch die SPD seinen Verlag, der durch die politischen Umstände immer mehr in Schwierigkeiten geraten war, nicht mehr retten. SPD-Schatzmeister Alfred Nau stellte den Telegraf am 30. Juni 1972 endgültig ein; der Konzern wurde „abgewickelt“. Lediglich das private Foto-Archiv und Teile des Nachlasses konnten durch Übernahme der Friedrich-Ebert-Stiftung innerhalb des Archivs der sozialen Demokratie erhalten werden.